# Flores (Indonesië)
Flores (Portugees voor bloemen) is een van de Kleine Sunda-eilanden. Het is een Indonesisch eiland, gelegen ten oosten van Sumbawa en Komodo, en ten westen, voorbij de Straat Lowotobi, van de eilanden Solor, Adonara en de Solorarchipel. Ten zuidoosten ligt het eiland Timor. In het zuiden, gescheiden door de Straat Sumba ligt Sumba en ten noorden, over de Floreszee, ligt Sulawesi.
Het eiland, behorende tot de Timor archipel, is gelegen tussen 8 graden en 4 minuten en 8 graden en 58 minuten zuiderbreedte en 119 graden en 48 minuten en 123 graden en 30 minuten oosterlengte. De oppervlakte van Flores is 14.300 vierkante kilometer, wat ongeveer gelijk is aan een derde van Nederland. Flores is een sterk geaccidenteerd eiland. Van Oost naar West strekken zich bergketens uit met dode en nog actieve vulkanen die samen een onderdeel zijn van een vulkanenreeks die zich over Sumatra, Java en over de Kleine Soenda-eilanden uitstrekt.

## Bestuur
Flores is onderdeel van de Indonesische provincie Oost-Nusa Tenggara. Het eiland is onderverdeeld in acht regentschappen, van west naar oost: Manggarai Barat, Manggarai, Manggarai Timur, Ngada, Nagekeo, Ende, Sikka en Flores Timur.

## Bevolking
Flores ligt in de grenszone tussen het Maleise- en het Melanesische-ras. In het westen van het eiland is het Maleise type overheersend, terwijl naar het oosten toe het Melanesische type domineert. Aan de kust wonen afstammelingen van Boeginezen, Makassaren en Bimanezen die zich in de loop der eeuwen met de inheemse bevolking hebben vermengd. Het eiland is relatief dichtbevolkt. In 1916 werd het aantal inwoners op een half miljoen geschat. Thans wonen er op Flores ongeveer 1,5 miljoen mensen. Het grootste deel van de bevolking is Rooms-katholiek. Minderheidsreligies zijn de islam en protestantisme.

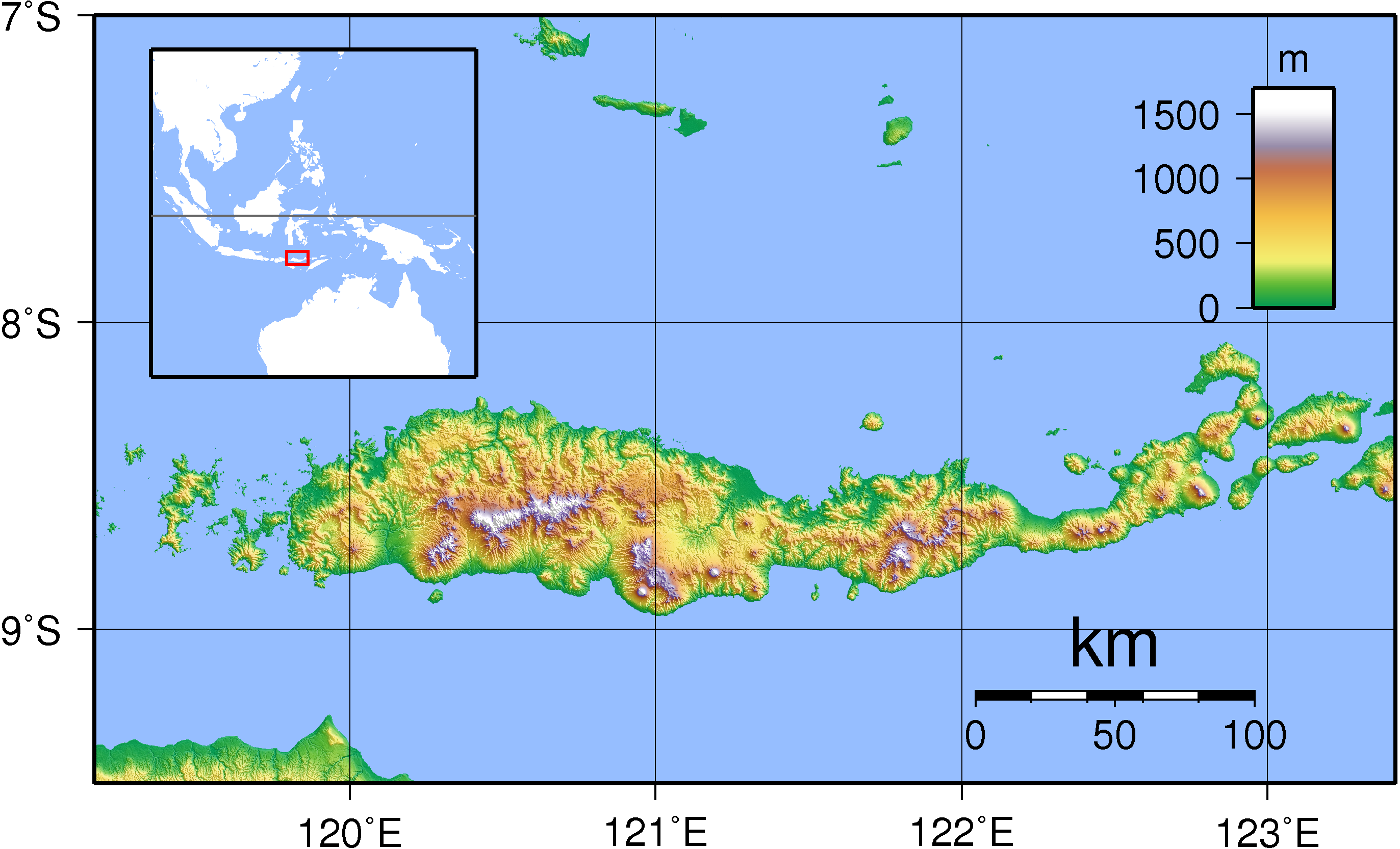
Reliëfkaart van Flores

## Geschiedenis
Het eerste archeologisch onderzoek werd in de jaren vlak voor de Tweede Wereldoorlog uitgevoerd door de Nederlander dr. W.J.A. Willems. Door omstandigheden werden deze opgravingen echter al na zeer korte tijd afgebroken. Veel uitgebreider onderzoek werd gedaan door de (eveneens Nederlandse) missionaris T.L. Verhoeven, in de jaren 50 en 60 van de twintigste eeuw. Zijn ontdekkingen, met name de resten van prehistorische mini-olifanten (Stegodonten), en stenen werktuigen van ca. 800.000 jaar oud vormden de basis voor nog steeds voortgaand archeologisch onderzoek. 
In 1994 ontdekten een Nederlands-Indonesisch onderzoeksteam stenen werktuigen van ca. 750.000 jaar oud. Er was paleomagnetische datering toegepast. De werktuigen moesten zijn gemaakt door Homo erectus, toen het enige lid van het Homo genus in Zuidoost-Azië. Ze moeten een 12 mijl breed kanaal zijn over gekomen van het nabij gelegen eiland Sumbawa, middels een vaartuig. De ontdekking werd met wantrouwen ontvangen, omdat het het conventionele model teniet deed en de dateringsmethode te onzeker was. De westelijke eilanden waren mogelijk al 1,8 miljoen jaar geleden door Homo erectus bereikt, maar antropologen dachten lang dat de Wallacelijn pas 30 tot 40.000 jaar geleden door Homo sapiens, de opvolger van Homo erectus, was gepasseerd. Nu bleek dat al honderdduizenden jaren eerder door Homo erectus te zijn gedaan. Paul Sullivan en Asaf Raza van La Trobe University in Australië deden daarom vervolgonderzoek en gebruikte 'fission-track datering'. Ze testten zircon grains in vulkanische aslagen net boven en onder de stenen werktuigen en verkregen zelfs de nog oudere datering van 800.000 tot 850.000 jaar geleden.
In 2003 ontdekten paleontologen een tot dusverre onbekende mensachtige soort, waarschijnlijk oorspronkelijke bewoners van Flores. Deze Homo floresiensis schijnt een verkleinde versie te zijn van de Homo erectus en was slechts ongeveer 1 meter lang. Hij heeft in ieder geval geleefd tot 13.000 jaar geleden en is misschien zelfs pas recent uitgestorven.
De naam Flores, die afgeleid is van de Portugese naam 'Cabo de Flores' wat bloemenkaap betekent, is niet, zoals lang werd gedacht, door de Portugezen bedacht. De naam bestond reeds in het Maleis, namelijk als 'Tandjoeng Boenga', wat door de Portugezen letterlijk is vertaald in 'Cabo de Flores' (het is niet duidelijk of de naamgeving verwijst naar bloemen op land, of naar het rijke koraal wat men onder water bij de kust kan aantreffen). Met 'Cabo de Flores' werd oorspronkelijk alleen de noordoostpunt van het eiland bedoeld. Later werd die naam door de Nederlandse gouverneur-generaal Hendrik Brouwer, van de kaap op het hele eiland overgedragen. Het eiland wordt in de 17e-eeuwse bronnen echter ook nog vaak 'Ende' genoemd.
In de loop der eeuwen zijn de oorspronkelijke bewoners van Flores, uit angst voor Boeginezen en Makassaren en andere zeevarende volken, die de kust van het eiland belaagden, naar het bergachtige binnenland verhuisd. Aan de kust vestigden de Boeginezen en Makassaren en andere kolonisten kleine rijken met aan het hoofd een radja. In de 13e eeuw waren deze rijkjes in naam onderhorig aan het rijk van Majapahit en een eeuw later aan de vorsten van Makassar. Ook andere gebieden, zoals Boeteng en Ternate, hebben geprobeerd delen van het eiland te beheersen.
De eerste Europeaan die in 1522 de kust van Flores bezocht was de Spanjaard Elcano. In de loop van de 16e eeuw vestigden de Portugezen zich op een aantal plaatsen op Flores en op het eilandje Solor, dat vlak ten oosten van Flores ligt. Te Larantuka werd een fortje en op Solor een fort (waarschijnlijk genaamd 'Henriquez') en een missie-post gebouwd.

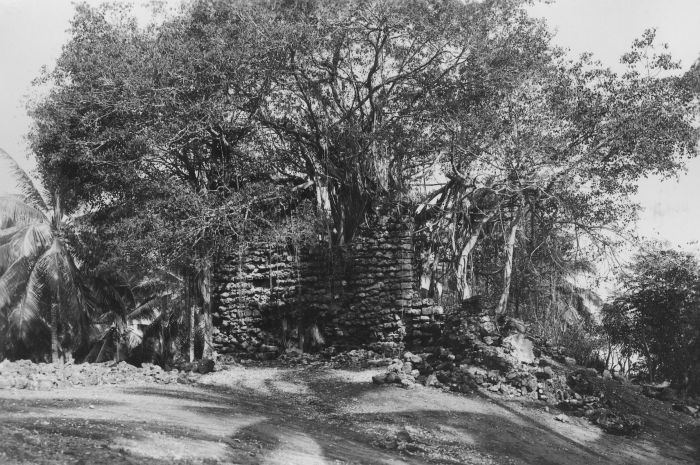
Ruïnes van een Portugees fort uit de 16e eeuw op Poelau Endeh Midden-Flores

De Portugese Dominicaner missie was, naar eigen zeggen, zeer succesvol in de Timor archipel. In 1567 werd het aantal bekeerden op Timor en Flores op 50.000 geschat. In het plaatsje Ende aan de zuidkust van Flores waren in 1599 ongeveer achtduizend inheemse christenen. Daar werd in de baai van Ende aan de zuidkust van Flores op het eilandje Poelau Ende, in 1570 een fort gebouwd, 'Fortaleza do Ende Minor' genaamd. Deze post werd opgericht ter bescherming van de inlandse christenen die veel hinder ondervonden van Javaanse zeerovers.
In de 16e eeuw breidde ook de islam, vanuit Makassar, haar invloed over het eiland uit. De Portugezen konden op het eilandje Poelau Endeh niet standhouden. In 1605 werden zij door een onder islamitische leiding staande inheemse legermacht van die plek verdreven.
De Portugese invloed in de Timor archipel was tanende. Ook te Solor hadden Dominicaner missionarissen moeite om de inheemse christenen te beschermen tegen de islamitische invloeden. Alhoewel Portugese kooplui Flores twee keer per jaar aandeden om sandelhout uit Timor te halen, toonde de Portugese gouverneur van Malakka geen belangstelling voor het eiland en de op Solor gevestigde missiepost. De missionarissen moesten daarom de verdediging van de missiepost zelf organiseren.
In 1613 verscheen voor de kust van Solor echter geen islamitische, maar een Nederlandse vloot van vier schepen onder leiding van Apollonnius Schotte. Zij openden vrijwel meteen het vuur. De inheemse christenen die onder leiding van de missionarissen de missiepost verdedigden werden uiteindelijk gedwongen zich over te geven. In 1618 werd met een aantal hoofden van Solor een verdrag gesloten, waarbij het Nederlandse oppergezag werd erkend. Daarna werd er een commandeur van de VOC op Solor geplaatst. De Portugese invloed verdween echter niet geheel en nam weer toe toen de VOC enige jaren later, teleurgesteld door de slechte handelsresultaten, zich gedeeltelijk uit dit gebied terugtrok. Daarna is het fort nog enige tijd door de Portugezen betrokken, en weer heroverd door de Nederlanders. Uiteindelijk bleef het fort (door de Nederlanders omgedoopt in 'Frederik Hendrik', of kortweg 'Henricus') tot in de 18e eeuw bemand door twee kanonniers als een soort voorpost van het VOC-comptoir Koepang, De Nederlanders steunden op hun islamitische bondgenoten in de archipel.
Eerst in 1660 en daarna nog eens in 1667, sloot gouverneur-generaal Speelman met de vorst van Makassar een contract volgens welke de VOC het monopolie op de specerijhandel in het Makassaarse gebied zou krijgen. Flores als 'onderhorigheid' van Makassar was hierbij inbegrepen. Tegelijkertijd werd Bima, een vorstendom op het eiland Sumbawa, aan de suprematie van Makassar onttrokken en onder het directe bestuur van de VOC geplaatst. Sindsdien was het westelijke gedeelte van Flores, ook wel de Manggarai geheten, een twistgebied tussen de vorsten van Makassar en Bima. In 1822 beslechtte het gouvernement ten slotte de strijd en kende het de Manggarai aan Bima toe.
In 1691 installeerde de VOC te Baraai, aan de baai van Ende, een posthouder. Van daar werden vooral slaven en wilde kaneel uitgevoerd. Deze post heeft slechts kort bestaan.
De Portugese invloed was op Flores, voornamelijk te Larantuka en Sikka, niet verdwenen, alhoewel volgens artikel 6 van het contract van 1667 officieel was bepaald dat de Portugezen zich niet meer in die contreien mochten vestigen. De VOC achtte deze plekken echter niet belangrijk genoeg. Daarom lieten zij oogluikend toe dat de (katholieke) radja's van deze plaatsen nog steeds de Portugese suprematie erkenden. Dit was typerend voor het Nederlandse gedrag ten aanzien van Flores. De contacten met die streken waren in de 18e eeuw van weinig belang. Daarbij kwam, dat het er ook niet erg veilig was door de veelvuldig voorkomende zeeroverijen, waaraan de kustbevolking zich schuldig maakte.
Ondanks dat de VOC zich weinig met deze streken bemoeide werd er in 1756, onder meer met de sengadjis van Solor, in Kupang op Timor een contract gesloten die op 1 april 1757 door gouverneur-generaal Mossel geratificeerd werd, en dat sindsdien als het 'groot-charter' voor de Timor archipel moet worden aangemerkt. Hiermee heeft de VOC en daarna de Nederlandse regering haar aanspraken en rechten in deze streken doen gelden. Het was tot stand gekomen onder leiding van regeringscommissaris Paravicini.

### Flores tussen 1800 en 1859
Na een korte Engelse interim-periode herstelde de Nederlandse regering in 1816 haar gezag in de Indonesische archipel. In 1818 werden de eilanden van de Timor archipel onder het bestuur van de Molukken gebracht. Een jaar later werd het weer tot een zelfstandige residentie verheven waarvan de heer Hazaar de eerste resident werd. Rond die tijd ontstond met de Portugezen een geschil over de wederzijdse bezittingen. Er werd toen een overeenkomst gesloten waarin afspraken werden gemaakt over de invloedssferen op een aantal eilanden in de Timor archipel. Oost-Flores kwam daarin voor als een Portugese bezitting. Over Ende op Midden-Flores werden geen afspraken gemaakt.
In 1838 kreeg de 'Koloniale Marine' de opdracht onderzoek te doen naar een aantal gepleegde zeeroven en eventueel de schuilplaatsen van de zeerovers op Flores op te sporen en te vernietigen. Omdat een briefwisseling met de Portugese gouverneur te Dilli op Oost-Timor over de schuld van Larantoeka inzake zeeroverij tot een onbevredigende uitkomst had geleid, werd die plaats als eerste aangedaan. Bij aankomst in Larantuka wapperde de Portugese vlag op het strand. Ook was er een inlandse benteng (soort fort) opgeworpen, maar de radja was verdwenen. De benteng werd vanaf de Nederlandse schepen beschoten. Er volgde een landing waarna het stadje in brand werd gestoken.
Na deze tuchtiging, die in feite op buitenlands grondgebied had plaatsgevonden, zette men de tocht voort naar de Baai van Ende waar enige kampongs vanaf de schepen beschoten werden. Als gevolg van deze tuchtiging verschenen er in 1839 zeven rijksgroten van Ende te Kupang op Timor waar de resident van Timor en Onderhorigheden zetelde. Zij kwamen hun onderwerping aanbieden waarna ze een contract ondertekenden waarin stond dat ze het Nederlandse oppergezag zouden aanvaarden.
In 1848 ontstond op het op 30 kilometer van Flores gelegen eilandje Lomblen een aantal geschillen tussen Nederlands-Indische en Portugese onderdanen, waarna de autoriteiten van beide landen zich in deze geschillen mengden. De Nederlandse regeringscommissaris Steijn Parvé werd naar Timor gezonden om de geschillen te vereffenen. Met het oog op de toekomst moest hij daarnaast een duidelijke omschrijving geven van de wederzijdse soevereiniteitsrechten. Parvé kon slechts bereiken dat de Nederlandse soevereiniteit over enkele plaatsen, die daadwerkelijk door Nederland waren bezet, werden erkend. Daarna werden de onderhandelingen overgelaten aan de Europese diplomatie.
Uiteindelijk, na vijf jaar onderhandelen, werd op 5 oktober 1854 een traktaat gesloten waarin Nederland alle Portugese bezittingen in de Timor archipel, behalve Oost-Timor, van de Portugezen overnam voor een prijs van tweehonderdduizend gulden. Dit verdrag van Lissabon werd in april 1859 door de Nederlandse regering geratificeerd. Vanaf dat moment had Nederland, althans in naam, de soevereiniteit over het hele eiland Flores.

## Flora en fauna

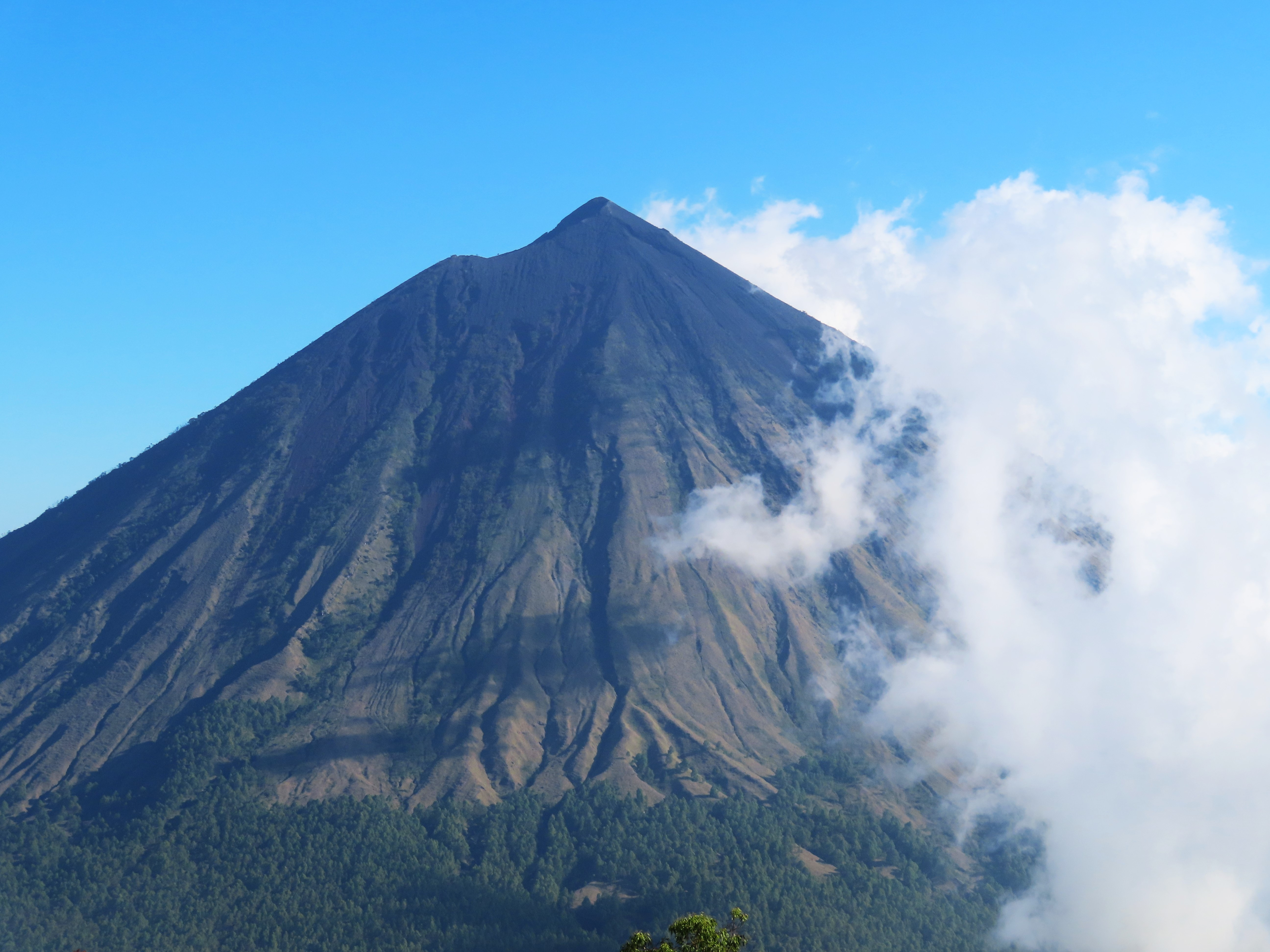
Vulkaan Inierie op Flores

De bodem van Flores bestaat voor het grootste deel uit jong vulkanisch gesteente. Voor de rest komt er nog kalk en turfzandig gesteente voor. De bodem is hierdoor vrij vruchtbaar. Delfstoffen zijn er vrijwel niet aanwezig. Op kleine schaal kan er zwavel en salpeter gewonnen worden.
Op Flores heerst een moessonklimaat met nogal grote lokale afwijkingen. De oostmoesson kenmerkt zich door droogte en hevige winden. De regentijd is kort maar hevig. Het klimaat in de bergen kenmerkt zich door gure winden en koele nachten.
De begroeiing is matig. Door roofbouw zijn er in de loop der eeuwen veel bossen verdwenen waardoor er droge vlaktes, begroeid met alang-alang, zijn ontstaan. Alleen op de hoger gelegen gebieden van Flores zijn tegenwoordig nog oerwouden te vinden.
Omdat er geen grote roofdieren voorkomen, vormt de mens de enige bedreiging voor de herten en de varkens, die aan de noordkust veel voorkomen. De kust van West-Flores is een van de weinige plaatsen waar de komodovaraan (de grootste hagedis ter wereld) in het wild gevonden kan worden.

## Taal
Op Flores worden vele talen gesproken, voor het merendeel behorend tot de Austronesische taalfamilie. In het midden van het eiland, in de districten Ngada en Ende, spreekt men talen die behoren tot de zogenaamde Centraal-Flores-Dialectketen of Centraal-Floresverbinding. Binnen deze regio vindt men kleine linguïstische verschillen, bijna verschillend van dorp tot dorp. Ten minste zes aparte talen zijn te onderscheiden. Deze zijn van west naar oost: Ngadha, Nage, Ke'o, Endenees, Lionees en Paluees. Laatstgenoemde wordt gesproken op het eiland Palu aan de noordkust van Flores. Lokale bewoners zouden waarschijnlijk ook So'a en Bajawa aan deze lijst toevoegen maar antropologen delen deze talen in als dialecten van het Ngadha.
In het oosten van het eiland spreekt een gedeelte van de bevolking het Lamoholot. Het andere gedeelte, vooral in Larantuka spreekt Maleis, maar dan in de z.g. "lazy malay" variant.
Alles samen, worden op het eiland Flores zelf (d.i. zonder de omringende, eventueel tot Flores behorende kleinere eilanden), behalve het Indonesisch negentien talen gesproken, allemaal behorend tot de Malayo-Polynesische talen, de Austronesische hoofdtak. Qua omvang van taalgebied steken het Manggarai, het Lionees en het Sikka boven de andere uit.

## Toerisme

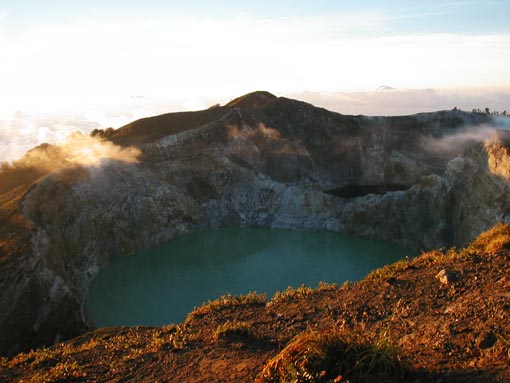
Kelimutu

De bekendste toeristische attractie op Flores is Kelimutu, drie gekleurde kratermeren in het district Ende. Deze gekleurde meren veranderen regelmatig van kleur. De laatste kleurverandering was in het midden van 2003, de meren zijn nu turqoois, groen en rood. Het rode meer is recent van kleur veranderd, van zwart naar rood. De laatste jaren lijkt een verschuiving te komen naar de westkust van Flores bij Labuhanbajo, gericht op duik- en snorkeltoerisme en de cultuuruitingen rond Ruteng. De belangrijkste luchthaven op Flores is Waioti.

## Sport
Sinds 2016 wordt op het eiland een wielerkoers georganiseerd. Deze wedstrijd, de Ronde van Flores, staat op de kalender van de Internationale Wielerunie. De eerste editie werd gewonnen door de Nieuw-Zeelander Daniel Whitehouse.